# Серый Лютый
«Серый Лютый» — повесть, написанная Мухтаром Ауэзовым и вышедшая в 1929 году.

## История создания
В начале 1920-х годов, обучаясь в аспирантуре Ленинградского университета, Ауэзов неоднократно приезжал в город Фрунзе (ныне Бишкек). В этот период он написал рассказ на кыргызском языке под названием «Көк карышкыр» (с кирг. — «Серый волк»). Этот рассказ был впервые издан в 1928 году тиражом 10 000 экземпляров. Повесть была скорее ориентирована на детей.
По мотивам своей же повести Аузеов написал повесть уже на казахском под названием «Көксерек» (с каз. — «Серый Лютый»). Сюжет претерпел существенные изменения: герой Асылбек был заменён на Курмаша, финал приобрёл трагический характер не только для волка, но и для мальчика, а повествование стало более насыщенным описаниями. Казахская версия повести была опубликована в 1929 году. В обеих версиях уход волчонка в степь осмысляется сквозь призму народной мудрости: волк не станет собакой.
Позднее повесть неоднократно переиздавалась, а в 1970-х годах по инициативе Чингиза Айтматова, ученика Ауэзова, была экранизирована кыргызским режиссёром Толомушем Океевым.

## Сюжет
В безлюдном овраге у Черного Холма, среди колючих кустов, весной устраивают логово волк и волчица. Там, в тесной норе, рождаются их волчата. Логово находят люди, которые забивают большую часть волчат, одного калечат, самого младшего уносят с собой.
Маленький волчонок попадает в аул, где его отдают мальчику по имени Курмаш. Волчонок ещё слепой, но мальчик привязывается к нему, ухаживает, кормит и даже спит с ним, пряча под одеялом. Бабушка, однако, предупреждает, что в волчонке дикая кровь. Курмаш даёт ему имя — Коксерек, что значит Серый Лютый, и продолжает заботиться. Собаки не видят в нем друга и не подпускают его к себе. Самые храбрые нападают и искусывают.
Проходит год. Волчонок становится всё более чужим. Он неестественно для собаки сторожит пищу и крадёт еду. В момент тревоги — когда на отару овец нападают волки — Коксерек внезапно уходит в степь. Он больше не возвращается на зов Курмаша. Сначала он бродит по округе, потом вновь встречается с волчицей. Они сближаются и становятся парой.
В одной из вылазок Серый Лютый нападает на мальчика-чабана — и это оказывается Курмаш, тот самый, кто его вырастил. Мальчик до последнего отгоняет волка от овец, зовёт его по имени: «Коксерек!». Но волк не узнаёт или не хочет узнать его. Он убивает мальчика.
Эта трагедия потрясает аул. Отец Курмаша просит известного охотника Хасена отомстить. Хасен берёт с собой прославленного пса Аккаску — огромную рыжевато-белого тобета, и готовится к охоте.
Серого Лютого окружают. Начинается яростная схватка с Аккаской. Хасен вспарывает живот волка ножом. Тело волка приносят в аул, и старая бабушка Курмаша узнаёт в нём того самого волчонка, которого мальчик однажды приютил. Она пинает волка в пасть и с горечью кричит: «Коксерек… Трижды проклятый… Где же твоя совесть?»